# Villino Favaloro
Il villino Favaloro-Di Stefano, situato in piazza Virgilio a Palermo, fu costruito tra il 1889 e il 1891, su progetto dell'architetto Giovan Battista Filippo Basile e fu completato dal figlio Ernesto tra il 1913 e il 1914. Appartenne prima alla famiglia Favaloro e in seguito al senatore Giuseppe Di Stefano Napolitani (Palermo, 19 febbraio 1861 - 22 dicembre 1932), politico e avvocato palermitano.
È abitualmente considerato il primo esempio di modernismo a Palermo. Ernesto Basile completò l'edificio e realizzò la torretta ottagonale su via Dante, i cui decori musivi sono realizzati da Salvatore Gregorietti. È anche l'autore del giardino d'inverno in ferro e vetro con motivi Liberty.
L'edificio appartiene alla Regione Siciliana ed era la sede del C.r.i.c.d., il Centro regionale per l'inventario, la catalogazione e la documentazione. In seguito al terremoto del 6 settembre 2002, il villino venne dichiarato inagibile e dunque chiuso. Dopo anni di chiusura, è stato riaperto al pubblico il 12 settembre 2015. Fino al 14 novembre 2015 ha ospitato la mostra d'arte contemporanea Le stanze d'Aragona. Attualmente ospita il Museo della Fotografia del Centro Regionale per l'Inventario la Catalogazione e la Documentazione - Dipartimento regionale Beni Culturali e Identità siciliana.

## Galleria d'immagini

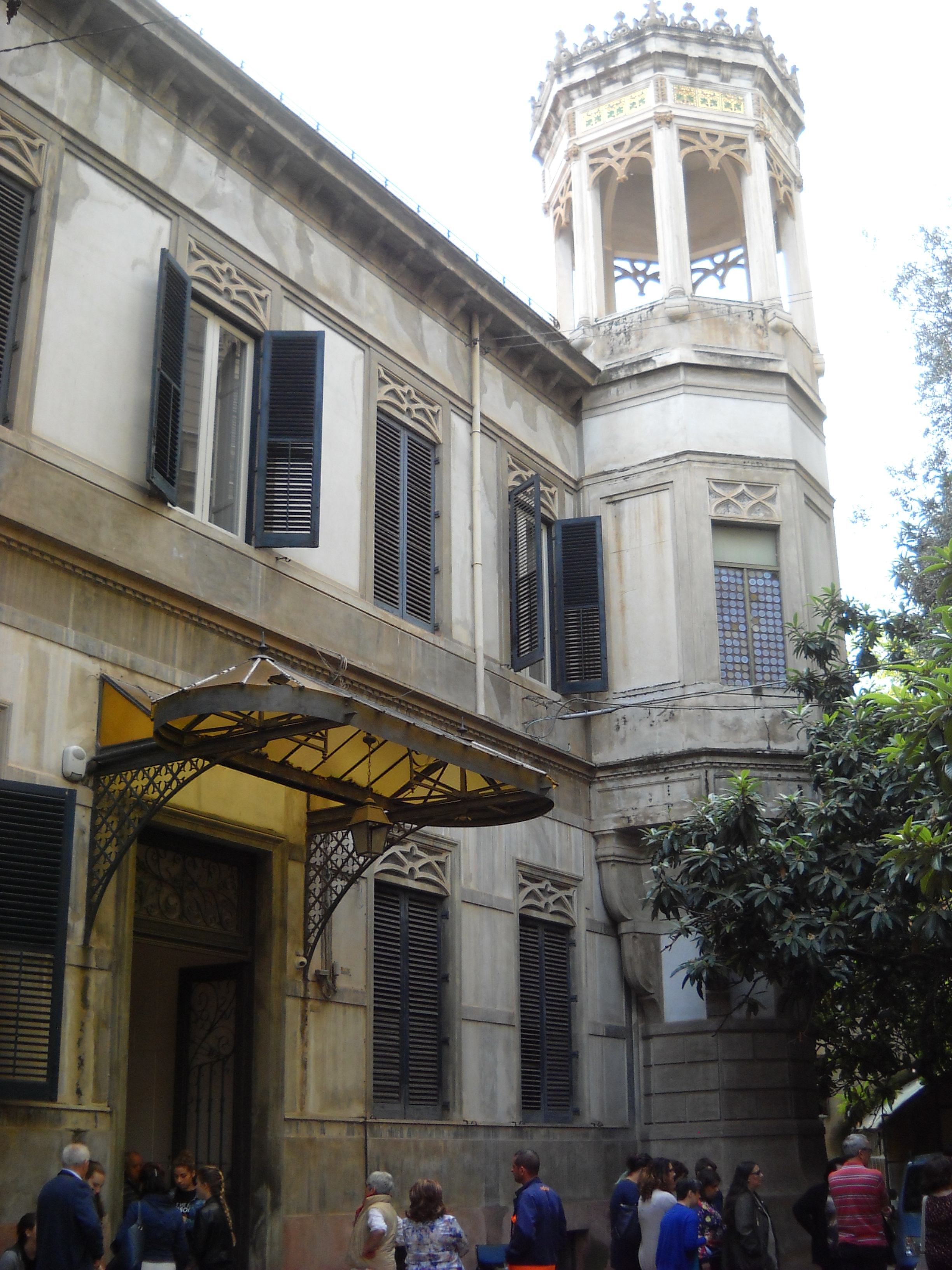
Villino Favaloro, l'ingresso principale e la torretta, in Palermo
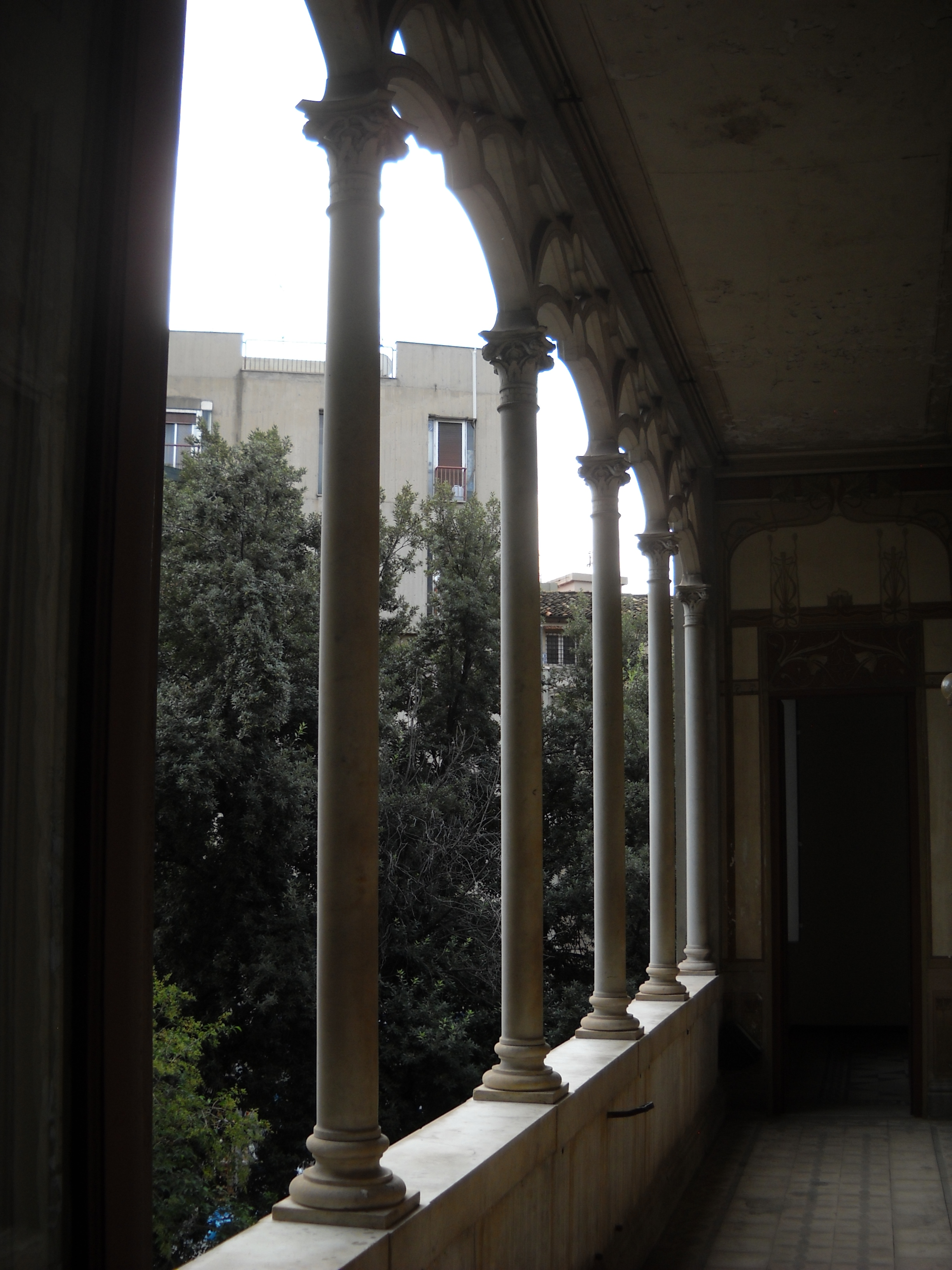
Villino Favaloro, la loggia su piazza Virgilio, in Palermo
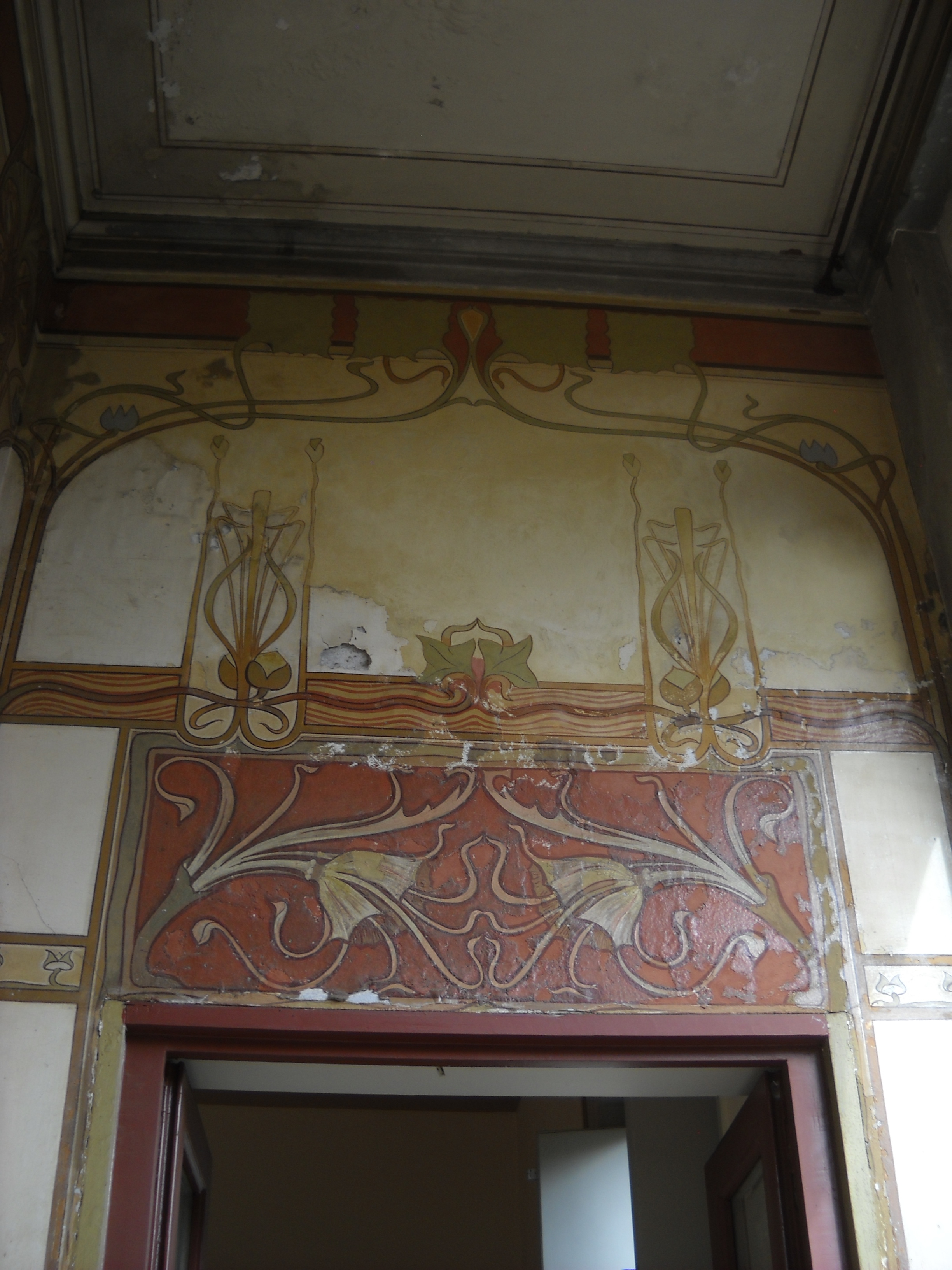
Villino Favaloro, decorazione Liberty della porta d'ingresso alla loggia, in Palermo
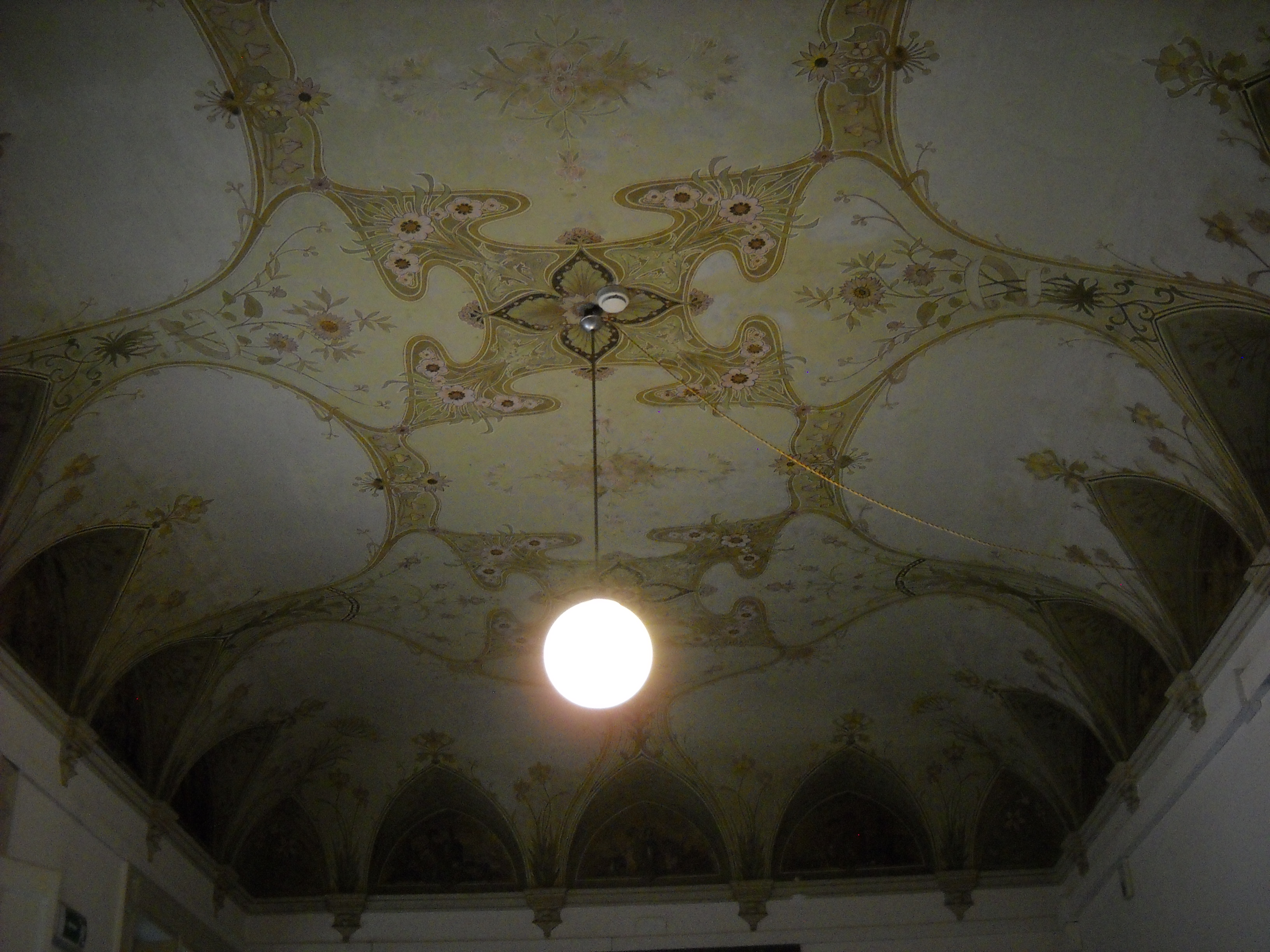
Villino Favaloro, soffitto salone primo piano, in Palermo
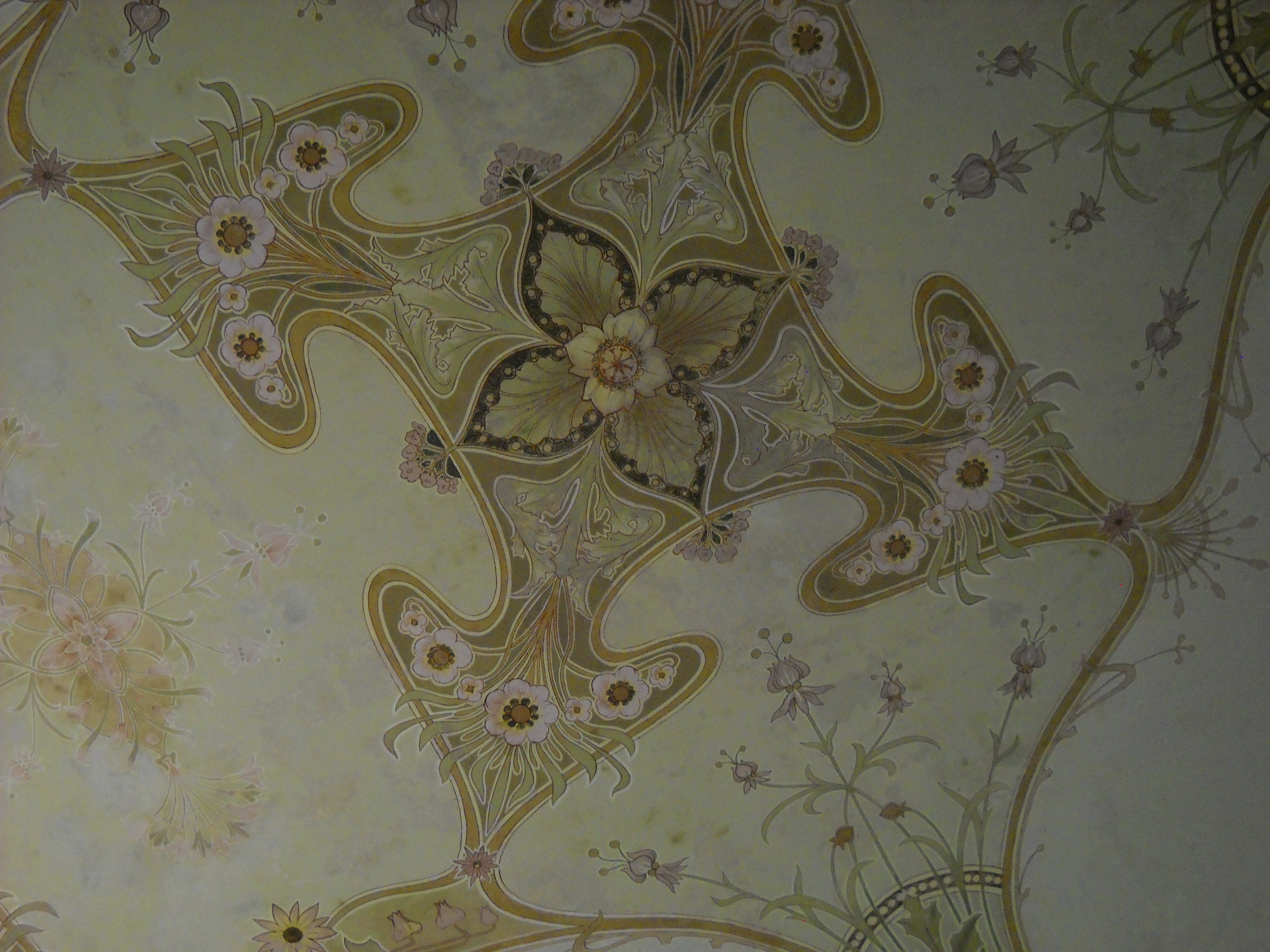
Villino Favaloro, decorazione Liberty del soffitto salone primo piano (particolare), in Palermo
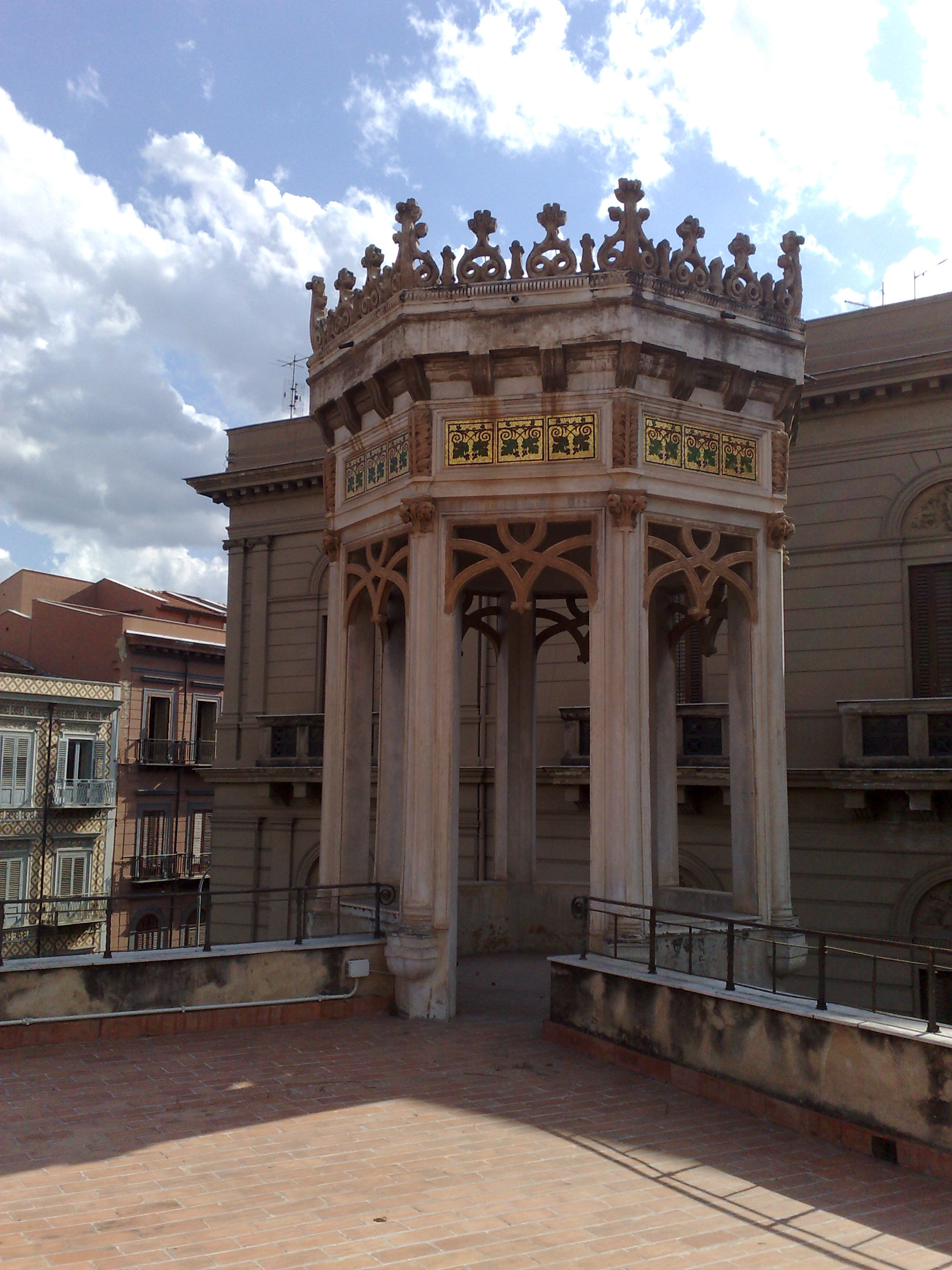
Villino Favaloro, terrazza di copertura e particolare della torretta, in Palermo
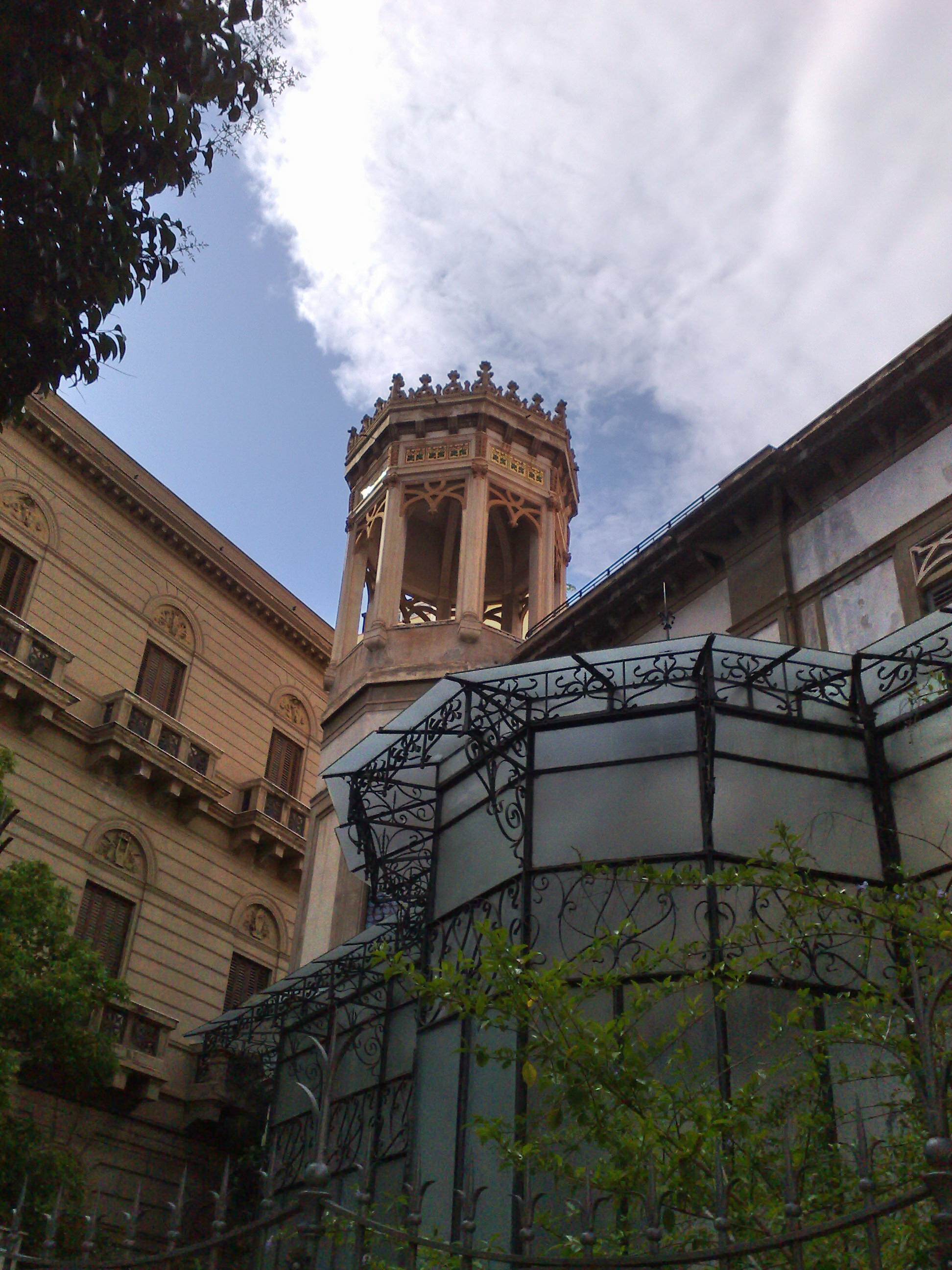
Villino Favaloro, esterno del giardino d'inverno (particolare), in Palermo
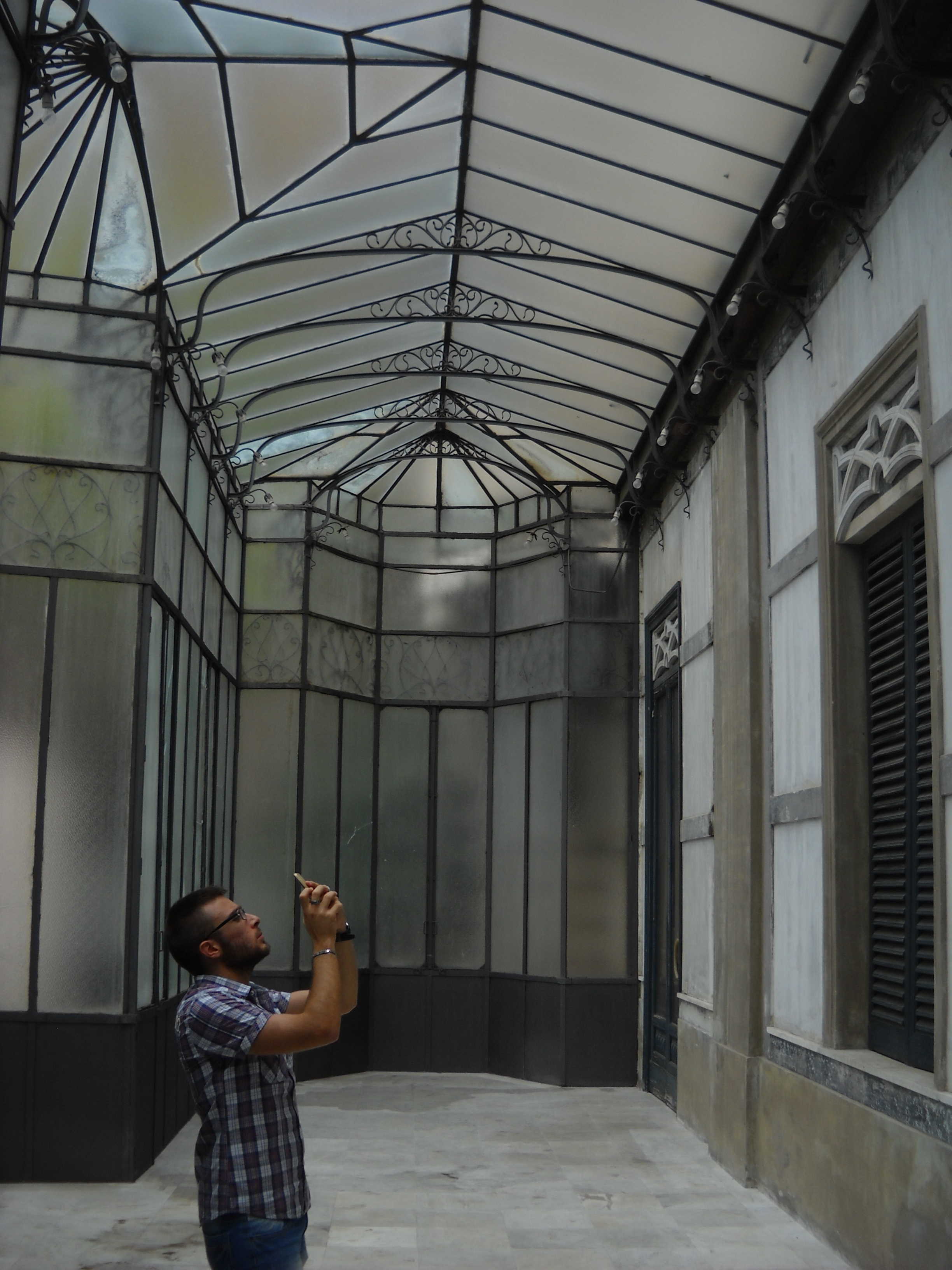
Villino Favaloro, interno serra del giardino d'inverno (particolare), in Palermo